# Dreams (canção de The Cranberries)
"Dreams" é o single de estreia da banda de rock irlandesa The Cranberries. Foi lançado em 1992 e faz parte do primeiro álbum do grupo Everybody Else Is Doing It, So Why Can't We?. Ficou na posição 42 na Billboard Hot 100 nos Estados Unidos e no top 20 no Reino Unido. Em 2017, a música foi lançada como uma versão acústica e despojada no álbum Something Else da banda.

## Videoclipe
Há três versões do videoclipe. Na primeira, gira em torno de O'Riordan com os membros da banda aparecendo de maneira intermitente ao longo do clipe enquanto ela está sentada em uma cadeira com uma cruz nas costas ou um close do rosto e dos olhos. O vídeo mostra uma imagem espelhada de Dolores para mostrar o que ela faz nos vocais de fundo e no final, os membros da banda aparecem e desaparecem constantemente na frente de O'Riordan. Na segunda, mostra o grupo tocando a música em uma sala com tema aquático mal iluminada, intercalada com fotos geométricas de flores caindo na água. Na terceira versão, o grupo toca em uma boate. Depois disso, Dolores O'Riordan sai para uma casa onde ladrões de túmulos vestidos de preto colocaram uma grande pilha de árvores dentro. Dolores banha a pilha de árvores com água e revela-se que um homem está enterrado na pilha. A água o liberta e nos segundos finais do vídeo, o homem acorda.

## Faixas
CD single
1. "Zombie" (Edit) – 4:15
2. "What You Were" – 3:41
3. "Liar" – 2:22

"What You Were" foi composta por Dolores O'Riordan. "Liar" foi composta por Dolores O'Riordan and Noel Hogan e foi lançada no filme de 1995 Empire Records.